# Bactridium californicum
Bactridium californicum is een keversoort uit de familie kerkhofkevers (Monotomidae). De wetenschappelijke naam van de soort werd in 1917 gepubliceerd door Henry Clinton Fall.